# Trožilni ljubor
Trožilni ljubor (oboreni ljubor, lat. Lindernia procumbens), biljna vrsta iz porodice ljuborovki rasprostranjena po dijelovima Euroazije, uključujući i Hrvatsku. U Hrvatskoj to je jedna od dviju vrsta koje pripadaju rodu ljubor.